# Amphimallon keithi
Amphimallon keithi är en skalbaggsart som beskrevs av Olivier Montreuil 2002. Amphimallon keithi ingår i släktet Amphimallon och familjen Melolonthidae. Inga underarter finns listade i Catalogue of Life.